# Spolas tarsata
Spolas tarsata là một loài tò vò trong họ Ichneumonidae.